# Deïana Kostadinova
Deyana Kostadinova est une femme politique bulgare.

## Biographie
Deyana Kostadinova s'engage pour la protection des droits de l'enfant avant de commencer sa carrière politique. Dès la création de l'agence nationale pour la protection de l'enfance, elle y travaille en tant que directrice de l'observatoire des droits de l'enfant.
Deyana Kostadinova commence sa carrière politique en 2009 en tant que conseillère en politique sociale auprès du premier ministre bulgare. De 2011 à 2012, elle est vice-ministre du travail et des politiques sociales. En 2012, elle est nommée secrétaire d'État des politiques sociales, de la jeunesse et des sports.
En 2013, elle est vice-première ministre de la Bulgarie. Elle est également ministre du travail et des politiques sociales du gouvernement par intérim de son pays.
En décembre 2015, elle devient chef de cabinet du président de la Bulgarie.
En août 2016, elle devient ambassadrice de la Bulgarie auprès de l'Organisation des Nations unies.

## Militantisme
Elle fait partie de l'association International Gender Champions pour l'égalité entre les genres. Elle est également reconnue pour son engagement dans la promotion des droits humains, en particulier des droits de l'enfant.